# Till Deaf Do Us Part
Till Deaf Do Us Part es el noveno álbum de estudio de la banda de rock británica Slade, publicado el 13 de noviembre de 1981. El álbum alcanzó la posición n.º 68 en las listas de éxitos británicas.

## Lista de canciones
| N.º | Título                              | Escritor(es)          | Duración |  |
| 1.  | «Rock and Roll Preacher»            | Noddy Holder, Jim Lea | 5:45     |  |
| 2.  | «Lock Up Your Daughters»            | Holder, Lea           | 3:27     |  |
| 3.  | «Till Deaf Do Us Part»              | Holder, Lea           | 3:29     |  |
| 4.  | «Ruby Red»                          | Holder, Lea           | 2:53     |  |
| 5.  | «She Brings Out the Devil in Me»    | Holder, Lea           | 3:27     |  |
| 6.  | «A Night to Remember»               | Holder, Lea           | 3:54     |  |
| 7.  | «M'Hat M'Coat»                      | Dave Hill             | 1:42     |  |
| 8.  | «It's Your Body Not Your Mind»      | Holder, Lea           | 3:04     |  |
| 9.  | «Let the Rock Roll Out of Control»  | Holder, Lea           | 4:00     |  |
| 10. | «That Was No Lady That Was My Wife» | Holder, Lea           | 2:35     |  |
| 11. | «Knuckle Sandwich Nancy»            | Holder, Lea           | 3:14     |  |
| 12. | «Till Deaf Resurrected»             | Holder, Lea           | 1:05     |  |

## Créditos
- Noddy Holder — voz, guitarra
- Dave Hill — guitarra
- Jim Lea — bajo, voz, piano
- Don Powell — batería